# NGC 3703
NGC 3703 (również PGC 170146) – galaktyka spiralna (S), znajdująca się w gwiazdozbiorze Pucharu. Odkrył ją Ormond Stone 31 grudnia 1885 roku.